# Сумм, Борис Давидович
Борис Давидович Сумм (3 августа 1933 года — 4 сентября 2005 года) — учёный-химик, соросовский профессор (1998), заслуженный профессор МГУ (2002), лауреат премии имени П. А. Ребиндера (2004).

## Биография
Родился 3 августа 1933 года.
В 1955 году — окончил механический факультет Московского института химического машиностроения.
С 1960 года работал на кафедре коллоидной химии химического факультета МГУ.
В 1962 году — защитил кандидатскую, а в 1975 году — докторскую диссертацию.
В 1992 присвоено учёное звание профессора кафедры коллоидной химии.
С 1995 года — заведовал кафедрой коллоидной химии.
Умер 4 сентября 2005 года.

## Семья
Был женат на Ольге Павловне Коган — дочери поэта Павла Когана и прозаика Елены Ржевской.
Дочь — переводчик Любовь Борисовна Сумм, кандидат филологических наук.

### Научная деятельность
Вел изыскания в области: поверхностные явления (смачивание, адсорбция) и физико-химическая механика.
Разработал кинетическую теорию смачивания в металлических и белоксодержащих системах, установил несколько новых механизмов адсорбционного понижения прочности металлов.
Автор 180 статей, соавтор 4 монографий, среди которых «Физико-химические основы смачивания и растекания» (в соавт. с Ю. В. Горюновым), «Поверхностные явления в белковых системах» (в соавторстве с В. Н. Измайловой и Г. П. Ямпольской).
Подготовил к изданию учебник «Основы коллоидной химии».

### Педагогическая деятельность
Читал курсы следующих дисциплин:
- общий курс коллоидной химии на химическом факультете МГУ (с 1993 года)
- курс коллоидной химии на геологическом факультете МГУ (1991—1994)
- курс лекций «Физико-химия дисперсных систем» на факультете наук о материалах (1993—1998)

Под его руководством защищено 17 кандидатских диссертаций.

### Общественная деятельность
Членство в научных организациях:
- член Научного Совета РАН по коллоидной химии и физико-химической механике
- член Ученого совета химического факультета МГУ
- член редколлегии «Коллоидного журнала»
- руководитель ведущей научной школы РФ «Физико-химическая механика»

## Награды
- Соросовский профессор (1998)[2]
- Заслуженный профессор МГУ (2002)[3]
- Премия имени П. А. Ребиндера (за 2004 год, совместно с В. Н. Измайловой, Г. П. Ямпольской) — за цикл работ «Поверхностные явления в белковых коллоидных системах»